# Kissenlava

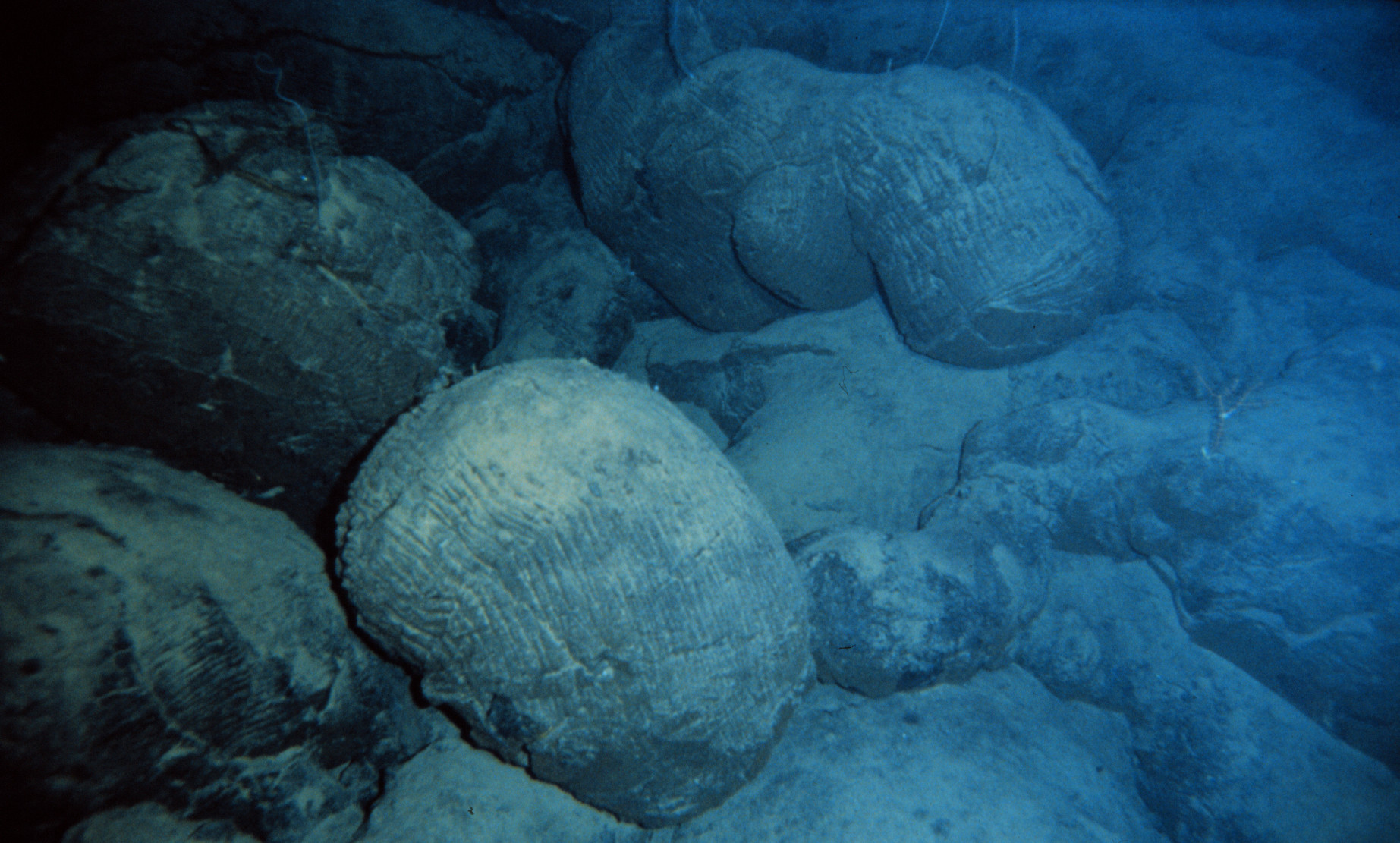
Kissenlava bei Hawaii

Kissenlava oder Pillowlava (dieser Begriff wurde 1890 von John Walter Gregory geprägt) ist unter Wasser erstarrte Lava von kissenartiger Form und gilt daher als sicheres Indiz für subaquatischen Vulkanismus. Sie ist eine häufige Erscheinung entlang der Mittelozeanischen Rücken und darum ein wesentlicher Bestandteil von Ophiolithen – ozeanische Kruste, die auf kontinentale Kruste geschoben wurde. Kissenlaven entstehen auch beim Ausbruch subglazialer Vulkane.

## Entstehung

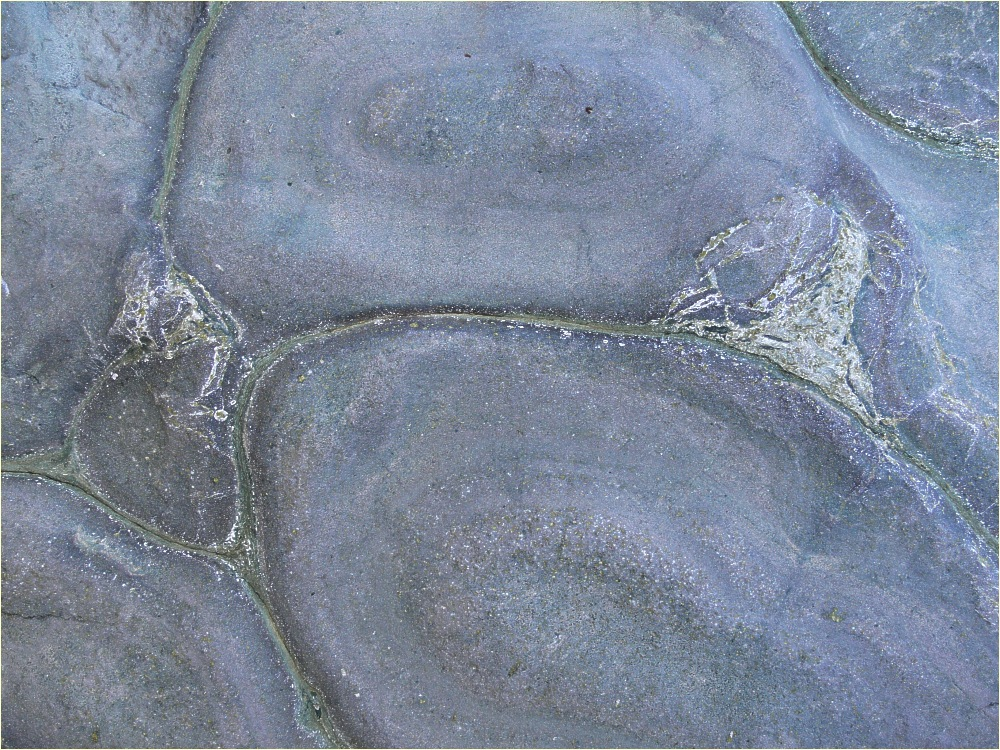
Kissenlava, OIB – ocean island basalt, Caldera de Taburiente, La Palma

Ihre glasierte Konsistenz verdankt die erstarrte Lava der extrem schnellen Abkühlung der heißen Gesteinsschmelze beim Kontakt mit Wasser, einem Medium, das große Mengen Wärme aufnehmen kann. An der schnell abgekühlten Oberfläche bildet sich eine zähe, plastische Masse aus Gesteinsglas. Im Innern des Kissens kühlt die Lava wesentlich langsamer ab, sodass es zur Bildung einer kristallinen Masse kommt. Dabei entstehen zumeist radial angeordnete Gasblasenkränze knapp unterhalb der Kruste, da die Lava beim Austreten aus dem Gestein eine massive Druckentlastung erfährt, was somit zum Entgasen der Schmelze führt.
Fließt weitere Lava nach, reißt die Hülle an einer Stelle auf und weitere Kissen entstehen. Die einzelnen Kissen sind 0,2 bis 1 m groß und bilden am Ozeanboden bis zu einem Kilometer mächtige Schichten. In den Zwickeln zwischen den Lavakissen finden sich vulkanischer Tuff, abgeplatzte glasige Lavasplitter und Meeresbodensediment.